# عمر تقي الدين الرافعي
عمر تقي الدين بن عبد الغني بن أحمد الرّافعي الطرابلسي (17 أغسطس 1882 - 1964) (3 شوال 1299 - 1384) فقيه مسلم وقاضي ومتصوف نقشبندي وصحفي وشاعر عربي لبناني ينتمي الى قبيلة العمري. ولد في مدينة صنعاء باليمن حيث كان والده رئيسًا لمحكمة استئناف الحقوق. تلقى دروسه الأولى بطرابلس ثم بيروت. ثم أكمل دراساته الحقوقية في أسطنبول والقاهرة. من مشايخه المصريين محمد عبده، حسين المرصفي ومحمد بخيت المطيعي. مارس المحاماة بمدينة طرابلس. تنقل في محاكم عدة مدن في بلاد الشام. كما مارس التدريس في عدة مدارس وكليات. سجن مدة سنتين أثناء الحرب العالمية الأولى. ثم أطلق سراحه بعد الحرب ليتولي قضاء في عدة مدن لبنانية. سلك النقشبندية في المدرسة الشمسية بطرابلس. توفي بها. له مؤلفات في الأدب وديوان مديح نبوي.

## سيرته
هو عمر تقي الدين بن عبد الغني بن أحمد بن عبد القادر الرافعي، وهذا الجد هو أول من لقب بالرافعي واشتهر به، وإليه تنسب السادة الرافعية في مصر وبلاده الشام، ويرتقي نسبه إلى عبد الله بن عمر بن الخطاب، وينتسب من جهة أمه للسادة الكيالية الهاشمية في حلب.

ولد عمر تقي الدين يوم 17 أغسطس 1882/ 3 شوال 1299 في مدينة صنعاء بولاية اليمن العثمانية حيث كان أبوه رئيسًا لمحكمة استئناف الحقوق في عهد الوزير أحمد جودت باشا. نشأ في طرابلس وتعلم في المدارس الأميرية فيها وبيروت، ثم سافر إلى الأستانة ودخل مدرسة الحقوق، ولأسباب عائلية تركها قبل اتمام دراسته.

ثم انتقل إلى مصر واتّصل بكبار علمائها وأخذ محمد عبده تفسير القرآن، وغيره من العلوم على شيوخ الأزهر أمثال حسين المرصفي ومحمد بخيت المطيعي. 

سكن حلب مدّة وحاول‌ أن يصدر فيها جريدة بعنوان «باب النصر» لكنّه لم يفلح. عاد إلى طرابلس سنة 1907 وعمل محاميًا فنجح. وفي عام 1909، بعد الانقلاب العثماني المعاكس 1909، دخل في محكمة بداية نابلس عضوًا ملازمًا ثم نقل إلى محكمة بداية بيروت، ثم إلى طرابلس، ثم دمشق. رجع إلى طرابلس وزاول المحاماة. قام بالتدريس في المدرسة العصرية والكلية العثمانية في بيروت، وعهد إليه بتدريس آداب اللغة العربية بدمشق مدة عمله في محاكم العدلية. انتخب في عام 1948 مفتيًا طرابلس.

لوحق أثناء الحرب العالمية الأولى، وسُجن نحوًا من عامين بتهمة العمل ضد الدولة العليّة والتعاون مع الجمعية الثورة العربية وبسبب مناهضته لجمعية الاتحاد والترقي التركية والتي في رأيه وصلت إلى الحكم بواسطة يهود سلانيك.

توفي الرافعي في مسقط رأسه سنة 1384 هـ/ 1964 م أو يقال 1381 هـ/ 1962 م.

## مهنته الأدبية
برع في الأدب العربي. كتب مقالاته ونشر شعره في عدة صحف ومجلّات مثل «المصباح»، و«البرق»، و«الحوادث»، و«العرفان»، و«أبابيل، و«المصوّر»، وغيرها. وله شعر جيّد في موضوعات شتّى زاد على ستة آلاف. لقد قصر الرافعي شعره على مدح النبي محمد، تعبيرًا عن خالص محبته له، داعيًا الجمعي إلى الفناء في محبته، لأن «من صحة المحبة إقتفاء أثر المحبوب واللوذ به، وطلب شفاعته. وسبب اندفاع الرافعي نحو هذا اللون من الأدب يعود إلى الأزمة النفسية التي عصفت به والتي أعجزت الأطباء، لكنه خرج منها زاهدًا، شغوفًا بحب الرسول، معتبرًا أن مدحه دليل الإيمان، وعنوان اليقين، وأثر من آثار السعادة، وسبيل من سبل الهداية، وسبب لغفران الذنوب. لأن الرسول باب الله تعالى وصاحب الشفاعة، ولأن في رضاه رضاء الله وفي طاعته طالة الله سبحانه.».

## مؤلفاته
- «أساليب العرب في الشعر والرسائل والخطب».
- «القضيّة المصيريّة في القضيّة العربيّة» أو «الغضبة المضرية في القضية العربية».
- «مناجاة الحبيب»: ديوان شعره يزيد على إثني عشر ألف بيدم في مدح النبي محمد.
- «الحرب العامة أو اليتامى والأيامى»: قصيدة مطولة.

## وصلات خارجية
- في بوابة الشعراء
- في موقع الأرشيف المجلات